# Sơn Liên
Sơn Liên là một xã thuộc huyện Sơn Tây, tỉnh Quảng Ngãi, Việt Nam.
Xã Sơn Liên có diện tích 37,18 km², dân số năm 1999 là 1.535 người, mật độ dân số đạt 41 người/km².